# Laufenburg (Argovia)
Laufenburg (hispanizado Laufemburgo) es una comuna y ciudad histórica suiza del cantón de Argovia, capital del distrito de Laufenburgo. Limita al norte con la comuna de Laufenburg (DE-BW), al noreste con Mettauertal, al este con Gansingen, al sureste con Mönthal, al sur con Elfingen y Hornussen, y al oeste con Kaisten.
La comuna actual es el resultado de la fusión el 1 de enero de 2010 de las antiguas comunas de Laufenburg y Sulz.

## Historia
La villa junto con Laufenburg (Baden), conformaba una única ciudad perteneciente a la Austria Anterior, hasta su separación en 1801 mediante el Tratado de Lunéville. La parte de la margen derecha pasó al Margraviato de Baden y la de la izquierda a la República Helvética.

## Lugares de interés

### Castillo de Laufenburg
El Castillo de Laufenburg fue construido en el siglo XII por los condes de Habsburgo-Laufenburg para controlar el paso por el río. Hoy en día solo se pueden ver las ruinas, ya que quedó destruido durante la Guerra de los Treinta Años. Las ruinas se hallan en la parte suiza del pueblo.

### Iglesia de San Juan
La Iglesia católica de San Juan, situada en la parte suiza de Laufenburg, fue construida en el año 1753 en estilo barroco, sobre una antigua parroquia de estilo gótico. En el interior podemos encontrar una bóveda pintada con algún pasaje bíblico.

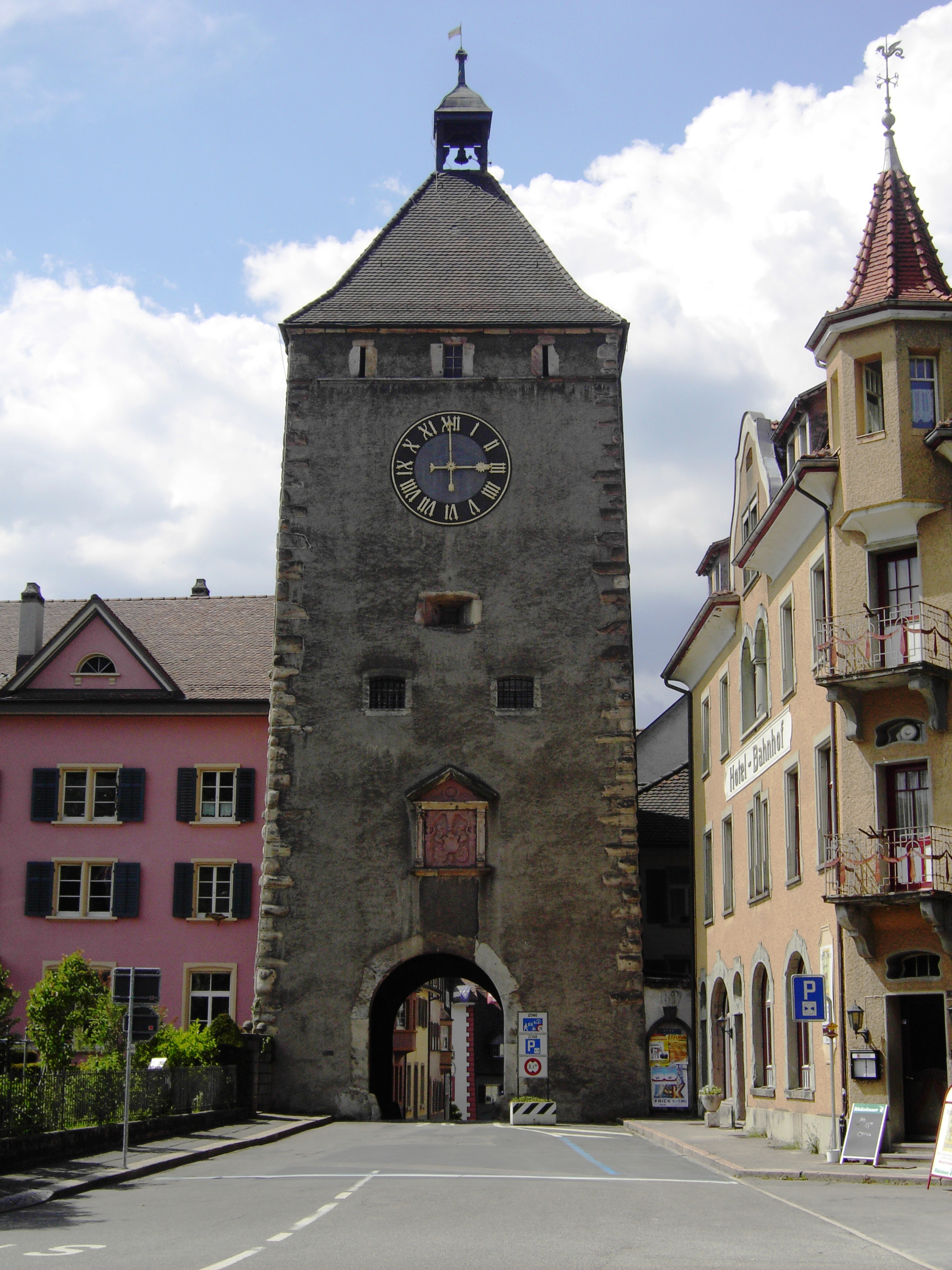
Puerta de la ciudad
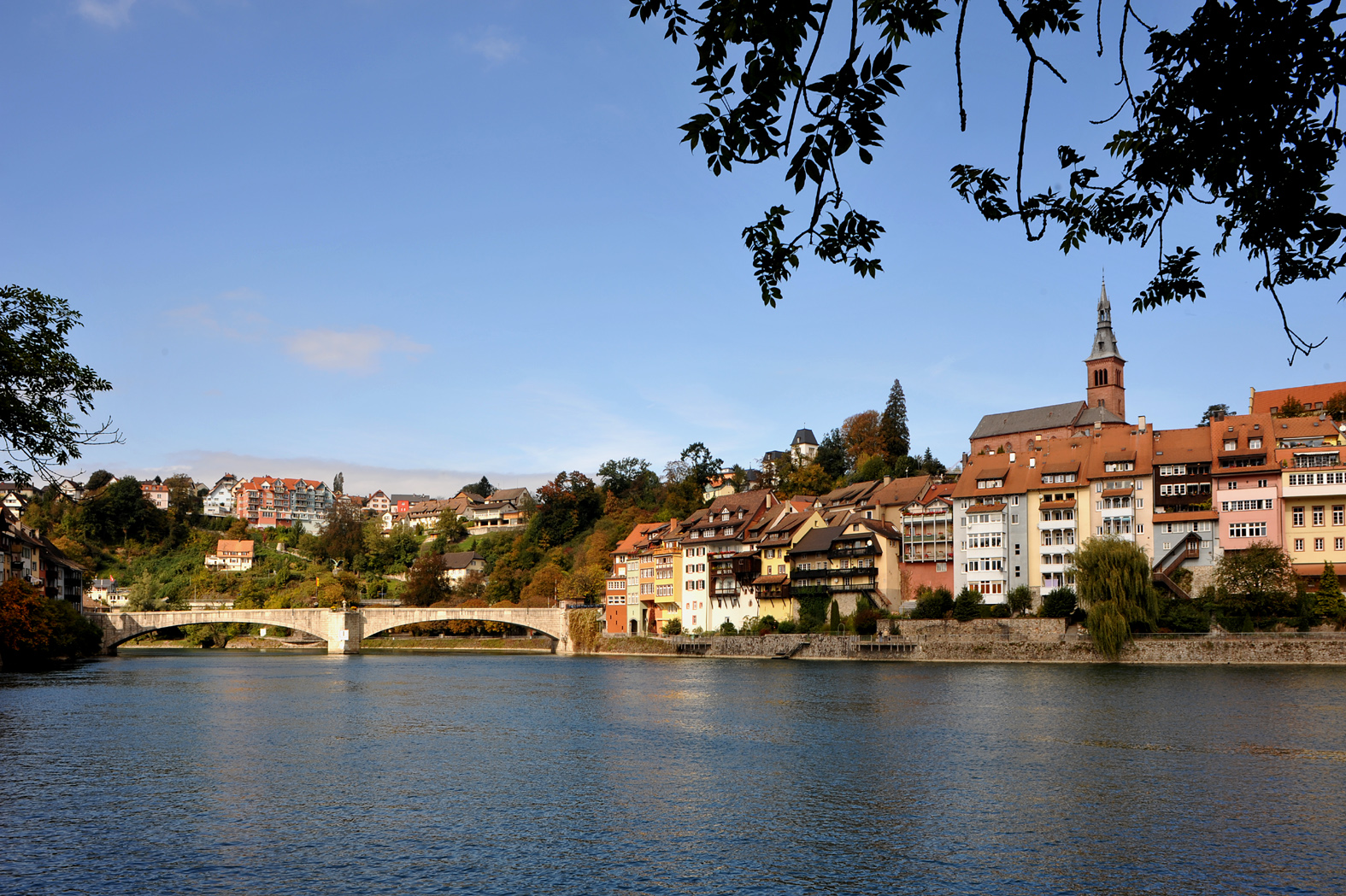
Puente de Laufen sobre el Rin
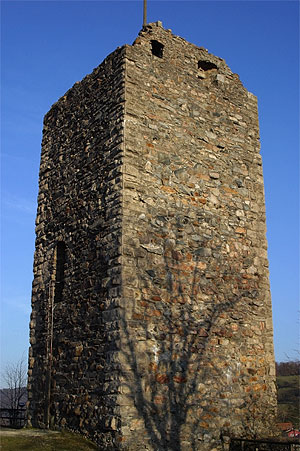
Restos del castillo